# Religion aux Comores

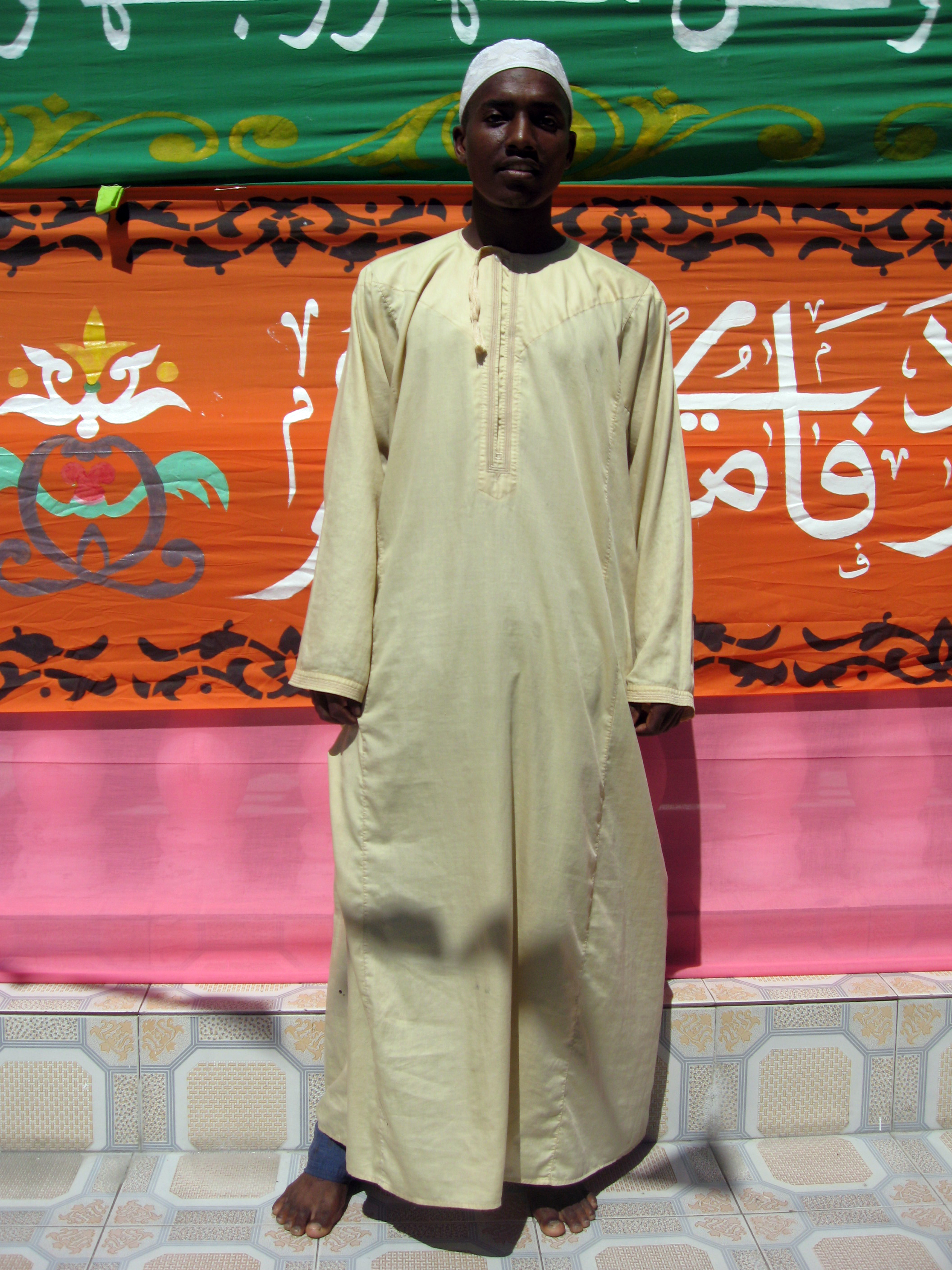
Habitant musulman de la Grande Comore.

On pratique plusieurs religions aux Comores. L'islam sunnite est la religion dominante, mais sur ses îles vivent également de façon permanente de très petites communautés endogamiques d'indiens chiites qui ont une très grande influence en détenant une bonne part du commerce. L'islam sunnite de rite chaféite (religion officielle) représente environ 98 % de la population comorienne. Les catholiques, témoins de Jehovah et protestants représentent 2% (données 2017),.